# Aeroportul Maningrida
Aeroportul Maningrida (IATA: MNG, ICAO: YMGD) este un aeroport din Teritoriul de Nord, Australia ce deservește zona Maningrida⁠(d). Aeroportul a fost tranzitat în 2022 de 9.649 de pasageri. A fost numit după zona deservită.
Situat la o altitudine de 29 m, aeroportul dispune de o singură pistă.